# Josep Palomero
Josep Palomero i Almela (Burriana, 1953) è un linguista spagnolo, vicepresidente dell'Accademia Valenciana della Lingua.

## Carriera accademica
Almeia si laurea in Filologia Ispanica all'Università autonoma di Barcellona nel 1976 e successivamente, nel 2016, nell'Università Jaume I di Castelló de la Plana con una tesi di dottorato intitolata “Estudi biogràfici literari d’Artur Perucho Badia, Comunicació i societat en la primera meitat del segle xx” (Studio biografico e letterario di Artur Perucho Badía, Comunicazione e società nella prima metà del secolo XX). È stato professore di insegnamento secondario delle materie di Lingua e Letteratura spagnole (1977-1985) e valenciane (1985-2013). È membro dell'Accademia Valenciana della Lingua, dell'Associazione di Scrittori in Lingua Catalana, dell'Associazione Internazionale di Lingua e Letteratura Catalane, del PEN International e della Società generale degli autori e degli editori spagnoli, tra altri.
Josep Palomero i Almela ha avuto una carriera politica nel suo paese ed una posizione nel dipartimento di educazione nell'epoca del governo socialista della Generalitat Valenciana, con un lavoro nell'ambito della letteratura, quasi sempre in lingua catalana. Ha ricevuto diversi premi letterari, fra i quali: Premio Jordi de Sant Jordi (1980) e Premio Eduardo Escalante di Teatro (2001) (dei premi Ciutat de València), Premio Tirant lo Blanc (1982), Premio della Critica degli Scrittori Valenciani (1994) e il Premio Ciutat d'Alzira di Romanzo (1996).

## Opera

### Educazione

#### Insegnamento
- Guia didàctica d’Ausiàs March i els altres poetes musicats per Raimon (1985). (CA)
- D’Eduard Escalante a Rodolf Sirera. Perspectiva del teatre valencià modern (1995). (CA)
- Bengales en la fosca. Antologia de la poesia valenciana del segle xx (1997). (CA)
- Accent greu, Llibre de llengua de nivell superior (2000). (CA)

#### Infantile e giovanile
- El pardalet sabut i el rei descregut (1982). (CA)
- La font d’en Galceran (1989). (CA)
- Vuit contes i mig (1993). (CA)
- La torre de la bruixa (2005). (CA)

### Ricerca

#### Critica letteraria
- Jaume Bru i Vidal i Home endins (1999). (CA)
- Algunes observacions sobre les paraules de Raimon (2009). (CA)
- L’aigua en les cançons de Raimon (2012). (CA)
- Memòria de l’exposició Vicent Andrés Estellés, cronista de records i d’esperances (2013). (CA)
- La producció literària en valencià de Lluís Guarner (2014). (CA)
- Les lletres de les cançons de Raimon (2015). (CA)

#### Su Burriana
- L'etimologia del nom Borriana (1976). (CA)
- Toponímia urbana de Borriana (1980). (CA)
- Pell de taronja, mig segle [1890-1940] d'arquitectura a Borriana (1986). (CA)
- Antroponímia popular de Borriana: els malnoms (1987). (CA)
- La literatura popular a Borriana (1990). (CA)
- Els jocs de carrer dels xiquets i xiquetes de Borriana (1995). (CA)
- Cançons populars de Borriana (1998). (CA)
- Borriana gràfica segle XX (1999). (CA)
- Rafel Martí de Viciana, de Joan Rodríguez Condesa (2003). (CA)
- Cítric desig (2003). (CA)
- Toponímia costera i lèxic mariner de Borriana (2011). (CA)

#### Divulgazione
- Columbretes, de Ludwig Salvator (1990). (CA)
- Del barco de vapor al ferrocarril in Viajeros franceses por la Valencia del siglo XIX (1994). (ES)

### Poesia
- Una untada de mostaza (1972). (ES)
- Innocents de pagana decadència (1978). (CA)
- Crònica carnal (1980). (CA)
- Quaderns de bitàcola (1986). (CA)
- La rosa dels vents (1997). (CA)

### Novella
- El col·leccionista de botons (1979). (CA)
- El pianista de jazz (1983). (CA)
- Ball de màscares (1992). (CA)
- Els secrets de Meissen (1994) (tradutta allo spagnolo e adattata come miniserie pella Televisione Spagnola). (CA)
- El tatuatge dels apàtrides (1997). (CA)
- El secreto de la porcelana (1999). (ES)

### Teatro
- Zona de lliure trànsit (2001, con Vicente Muñoz Puelles). (CA)

### Altre attività letterarie

#### Adattamenti letterari
- Tirant lo Blanch, di Joanot Martorell (2005). (CA)
- Regiment de la cosa pública, di Francesc Eiximenis (2009). (CA)
- Les aventures de Tirant lo Blanch (2013). (CA)

#### Traduzioni al catalano
- Caçadors de tigres (1998, Tigre ehizan, di Aingeru Epaltza).
- El tigre de Tasmània (1999) e El lleopard de les neus (2001), di Vicente Muñoz Puelles.

#### Copioni per serie di televisione
- Antoni Josep Cavanilles (1994). (CA)
- El Marquès del Campo (1994). (ES)